# Droga wojewódzka nr 491
Droga wojewódzka nr 491 (DW491) – droga wojewódzka łącząca drogę krajową 42 w Raciszynie pod Działoszynem z drogami krajowymi 43 i 46 w Częstochowie. Przebiega przez województwo łódzkie i województwo śląskie. Wraz z drogą wojewódzką 486 jest częścią alternatywnej dla DK43 trasy o zbliżonej długości.

## Miejscowości leżące przy trasie DW491
- Raciszyn (DK42)
- Dębie
- Popów
- Zawady
- Miedźno
- Łobodno (DW492)
- Kamyk
- Biała
- Częstochowa (DK1, DK43, DK46, DK91)

## Remonty i przebudowy

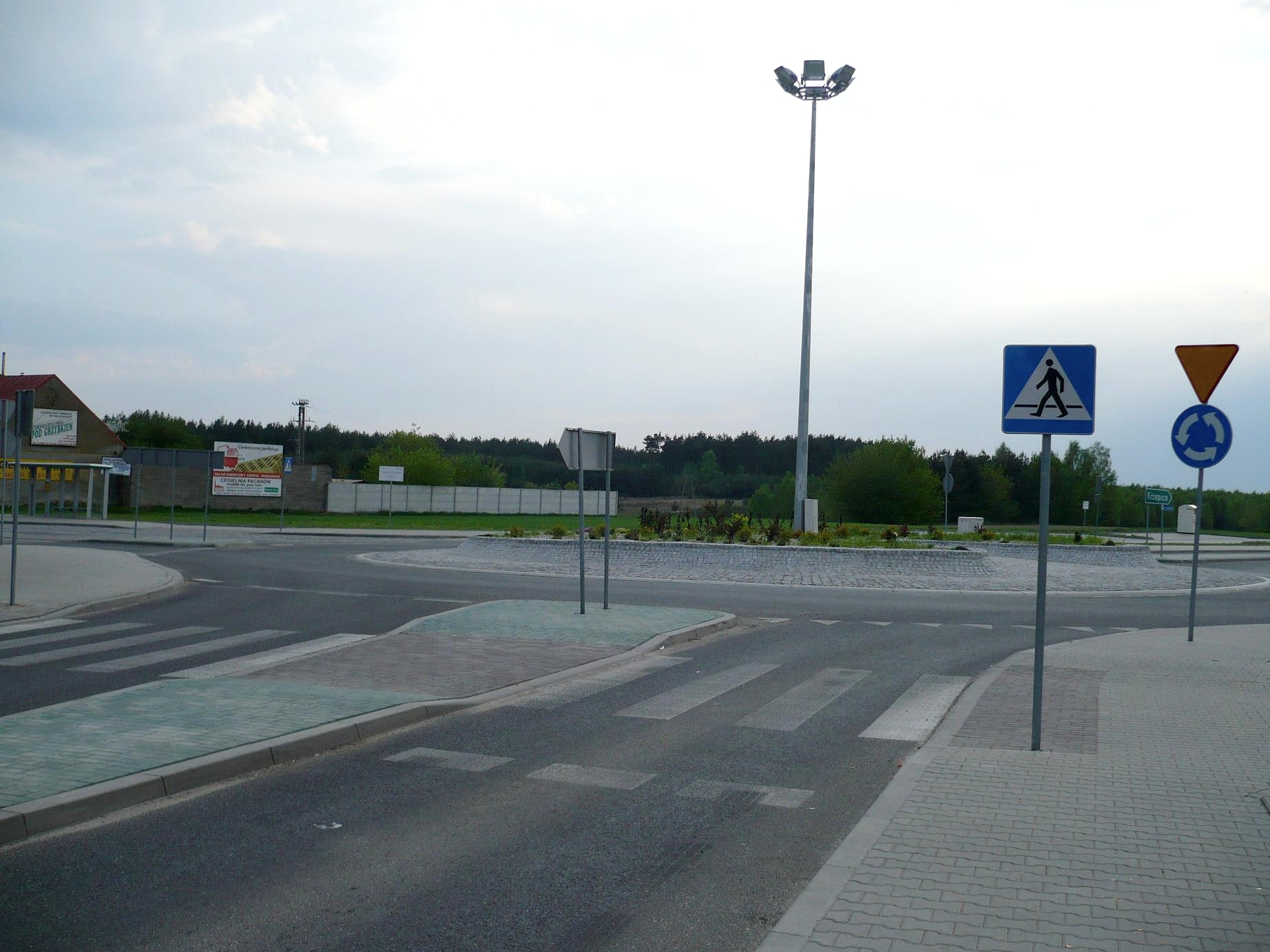
Rondo w Popowie

W roku 2008 trwały prace związane z wyburzeniem starego i budową nowego mostu na Liswarcie w Zawadach. W latach 2010–11 trwały prace związane z rozbudową drogi na czterokilometrowym odcinku Raciszyn – Smolarze (granica województwa łódzkiego). W listopadzie 2010 roku zakończyła się przebudowa skrzyżowania w Popowie na rondo.